# انتونیو کاله
انتونیو کاله (انگلیسی: Antonio Calle؛ زادهٔ ۱۴ اکتبر ۱۹۷۸) بازیکن فوتبال اهل اسپانیا است.
از باشگاه‌هایی که در آن بازی کرده‌است می‌توان به باشگاه فوتبال رایو وایکانو، باشگاه فوتبال اتلتیکو مادرید، باشگاه فوتبال رکریتیوو اوئلوا، باشگاه فوتبال رئال وایادولید، باشگاه فوتبال ژیرونا، باشگاه فوتبال آلباسته بالومپیه، باشگاه خیمناستیک تاراگونا، باشگاه فوتبال خرز، و باشگاه فوتبال اتلتیکو مادرید بی اشاره کرد.